# Siglo XX
Siglo XX est un groupe belge de cold wave, dark wave et rock gothique, originaire de Genk, Limbourg, en Région flamande. 

## Histoire
Genk est une ancienne région minière, qui a souffert de la dépression post-industrielle (grande pauvreté, taux de chômage important). Ce climat social assez pâle fut une grande inspiration pour la musique sombre et torturée du groupe. Le nom du groupe signifie « vingtième siècle » en espagnol. Il peut être prononcé Siglo Iks Iks ou Siglo Veinte et s'inspire probablement d'un mouvement anarchiste durant la Guerre civile espagnole et/ou d'une mine bolivienne nommé le Siglo XX.
Les paroles et la musique étaient crédités à un(e) mystérieux(se) Haydee, personnage en fait fictif, et créé uniquement dans le but de déposer les chansons à la Sabam sous un seul et même nom, et pas sous les  noms individuels des membres du groupe. Le style musical du groupe est influencé par celui de Joy Division et Factory Records. Siglo XX est l'un des groupes de cold wave belge les mieux connus et est considéré en 2010 comme l'un des piliers de la scène musicale belge,. 

## Membres
- Erik Dries - chant, claviers
- Antonio Palermo - guitare
- Dirk Chauvaux - guitare, basse
- Klaas Hoogerwaard - batterie
- Chris Nelis - claviers (1980-1982)
- Guido Bos - basse, guitare, claviers, melodica (1979-1984)